# Adair (Missouri)

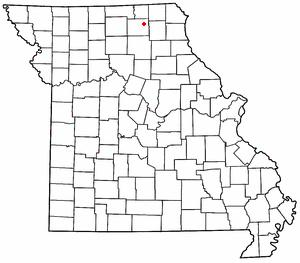
Adair's location in Adair County indicated by red dot.

Adair è un'area non incorporata situata nella parte orientale dell'omonima Contea di Adair, nel Missouri. 
Adair dista 12 miglia da Kirksville, il principale insediamento della zona,  collegato tramite la Missouri Route 11. Il villaggio è noto per la St. Mary's Church, la chiesa locale che, registrata nel National Register of Historic Places, è uno degli ultimi edifici rimasti che testimoniano il passato di Adair.

## Storia
La Contea di Adair fu colonizzata a partire dalla fine degli anni Venti dell'Ottocento, quando nel 1828 arrivarono i primi coloni. Negli anni Trenta i coloni, inizialmente insediati lungo il corso del fiume Chariton, cominciarono una colonizzazione più vasta del territorio, fondando nuovi insediamenti in altre zone dell'attuale contea. Una forte crescita della popolazione della contea si osservò nei primi anni Quaranta dell'Ottocento: i nuovi residenti, soprattutto irlandesi cattolici provenienti dall'Ohio, cominciarono a popolare il nordest della Contea di Adair. La popolazione era destinata a crescere ulteriormente: il radicale peggioramento delle condizioni di vita in Irlanda causato dalla Grande carestia irlandese spinse circa un milione di irlandesi a lasciare la loro terra natia per l'America, alcuni dei quali giunsero infine nella Contea di Adair. Nel 1860 la popolazione del principale insediamento della Contea, Adair, era cresciuta abbastanza per iniziare ad essere considerata una comunità pastorale a sé stante. Venne quindi costruita una chiesa, usando principalmente tronchi di legno grezzo, e fu nominato un prete. Dopo la fine della guerra civile americana, un avvocato di Adair, Mr. Clancy, scrisse a diversi giornali dell'Ohio, nei quali evidenziava la crescita dell'insediamento e la costruzione di fattorie, riconoscendo l'importante ruolo degli immigrati irlandesi, ma ribadendo l'urgenza di ulteriori arrivi di nuovi immigrati irlandesi per la crescita della comunità. Tra i primi coloni arrivati ad Adair compariva anche Michael C. Cody, che era stato precedentemente coinvolto nel commercio di battelli a vapore. Arrivò ad Adair nel 1855 e alla fine degli anni Sessanta del secolo donò alla comunità una vasta porzione di terra per costruire il primo cimitero del villaggio. Sebbene Adair fosse un insediamento molto giovane, tanto da non essere ancora stato mappato, la popolazione era cresciuta notevolmente convincendo della necessità di nuovi servizi e costruzioni di pubblica utilità, come l'ufficio postale, inaugurato a gennaio del 1878.

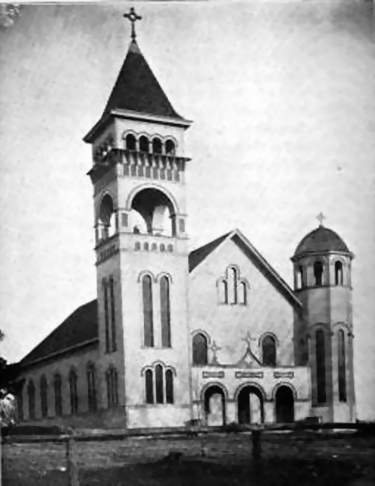
St. Mary's Catholic Church circa 1910.

Ad aprile 1879, il villaggio di Adair venne mappato da Thomas Dockery su commissione di Mr. Cody e di sua moglie Mary, tra i più facoltosi del villaggio. Il villaggio, fino a quel momento privo del nome, in seguito alla mappatura prese il nome dalla sua contea. Alla fine degli anni Ottanta dell'Ottocento la lista di aziende ed imprese manufatturiere di Adair era diventata piuttosto varia. Nel villaggio era presente una drogheria, che, simile a una moderna farmacia, garantiva anche un supporto medico alla comunità; erano poi in attività diverse piccole aziende artigiane, tra cui una segheria, un mulino, una modisteria, un calzolaio, un fabbricante di carri, una fabbrica di cerchi, oltre che ad un mercato generale, un'officina di livree, un hotel e un commerciante di azioni. Adair continuò a crescere alla fine del XIX secolo e nei primi anni del XX secolo, con una popolazione stimata di oltre 400 persone nel 1905, anno di completamento della nuova St. Mary's Catholic Church. Nonostante la crescita urbana di Adair, l'ufficio postale fu chiuso il 31 ottobre 1905.
Gli anni che seguirono la prima guerra mondiale e la grande depressione videro molti abitanti di Adair e delle campagne circostanti, specialmente giovani uomini, lasciare il villaggio e le fattorie rurali per cercare lavoro in aree urbane a maggiore industrializzazione degli Stati Uniti, con un rapido declino demografico. La costruzione di nuove strade rese più rapido il commercio e l'acquisto di beni nelle città, come Baring e Kirksville, a danno delle piccole attività commerciali di Adair. Negli anni Quaranta del Novecento si scoprirono vari giacimenti petroliferi nella Contea, ma questo non fruttò a una crescita economica e sociale di Adair. In seguito a test eseguiti con trivellatori fu verificata l'effettiva presenza di petrolio nel sottosuolo, ma in quantità e qualità insufficienti per destare l'interesse delle principali compagnie petrolifere e convincerle ad investire nella zona.
Verso la fine degli anni Settanta, Adair aveva perso la quasi totalità della sua popolazione: restavano solo una dozzina di case occupate e tutte le attività commerciali avevano chiuso da tempo. St. Mary's Catholic Church, il fulcro della comunità, tenne la sua ultima messa nel dicembre del 1972. Un gruppo no-profit, gli Amici di St. Mary, presero possesso della chiesa nel 1976 e s'impegnarono per mantenerla e ristrutturarla per quanto permettessero i fondi a loro disposizione. 
Oggi Adair ha una popolazione stimata di meno di trenta persone e appare come una città fantasma: dell'originario distretto commerciale, rimangono solo edifici vuoti e in decadimento. Le forze dell'ordine vengono fornite dal Dipartimento dello Sceriffo della Contea di Adair e la protezione dagli incendi viene fornita dall'Eastern Adair Rural Volunteer Fire Department.